# Eufentonia niphonica
Eufentonia niphonica är en fjärilsart som beskrevs av Nobukatsu Marumo 1920. Eufentonia niphonica ingår i släktet Eufentonia och familjen tandspinnare. Inga underarter finns listade i Catalogue of Life.